# ون جنوب ديربورن
ون ساوث ديربورن هو ناطحة سحاب في شيكاغو بولاية إلينوي يبلغ ارتفاعها 571 قدمًا (174 مترًا). اقترح سابق بناء في نفس الموقع مبنى أطول بكثير مكون من 112 طابقًا. المستأجر الرئيسي الحالي هو Sidley Austin LLP، الذي انتقل إليه في نوفمبر 2005 من Bank One Plaza.

## انظر ايضاً
- قائمة أطول المباني في شيكاغو
- مقر شركة بوينغ العالمية
- مبنى تيمبل شيكاغو
- مبنى بالموليف

## وصلات خارجية
- الموقع الرسمي

‌